# Protestáns temető (Róma)

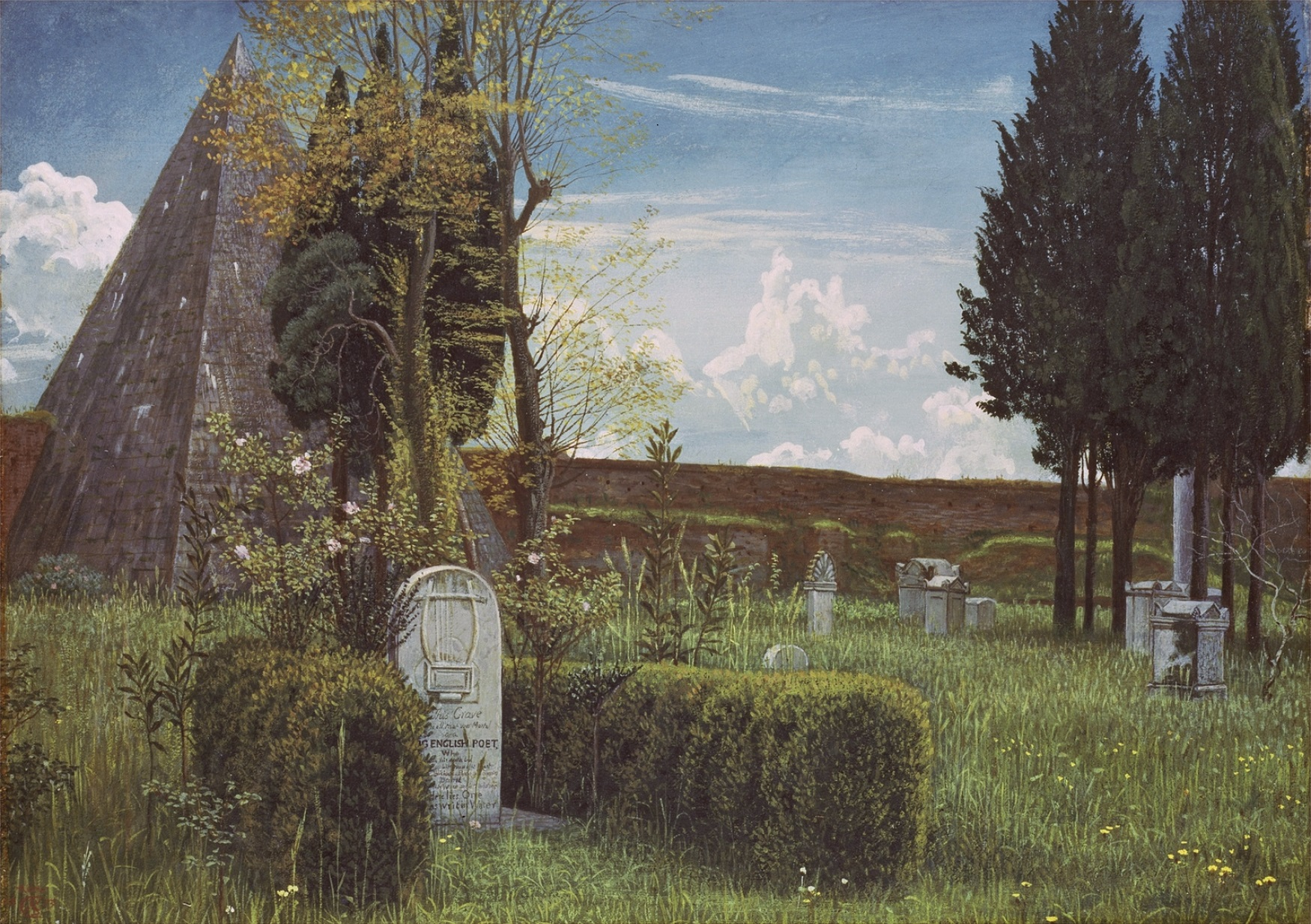
Shelley sírja, 1873, Walter Crane

A Protestáns temető (olaszul Cimitero Acattolico) Rómában, a Via Caio Cestio 6. szám alatt helyezkedik el, Cestius piramisa közelében. Az Aurelianus-féle fal mentén fekvő sírkertben főleg angol és német protestánsok nyugszanak, de olasz síremlékeket is találunk. 

## Híres személyiségek
- John Keats (1795-1821), angol romantikus költő
- Percy Bysshe Shelley (1792–1822), angol romantikus költő
- August von Goethe (1789-1830), Goethe fia

- Hendrik Andersen (1872-1940)
- Dario Bellezza (1944–1996)
- Karl Briullov (1799-1852)
- Gregory Corso (1930-2001)
- Luce d'Eramo (1925-2001)
- Carlo Emilio Gadda (1893-1973)

- Antonio Gramsci (1891-1937)
- Richard Saltonstall Greenough (1819-1904)
- ifj. Wilhelm von Humboldt (1794-1803), Wilhelm von Humboldt fia
- Belinda Lee (1935-1961)
- Hans von Marées (1837-1887)
- Malwida von Meysenbug (1816-1903)
- Axel Munthe (1857-1949)
- Thomas Jefferson Page (1808-1899)
- Amelia Rosselli (1930-1996)
- Gottfried Semper (1803-1879)
- Joseph Severn (1793-1879)
- Franklyn Simmons (1839-1913)
- William Wetmore Story (1819-1895)
- John Addington Symonds (1840-1893)
- Edward John Trelawny (1792-1881)
- Wilhelm Friedrich Waiblinger (1804-1830)